# Wisteria ventusa
Wisteria ventusa är en ärtväxtart som beskrevs av Alfred Rehder och Ernest Henry Wilson. Wisteria ventusa ingår i släktet blåregnssläktet, och familjen ärtväxter. Inga underarter finns listade i Catalogue of Life.